# ZBL-19步兵战车
ZBL-19步兵战车，也称19式步兵战车，是中华人民共和国研制的一款8×8驱动的轮式两栖步兵战车。该装甲车沿用了部分08式步兵战车的设计，加装了无人炮塔，全向光学传感器，并接入北斗系统和敌友识别系统以提升战场信息感知能力。在解放军陆军的装备体系中，独立于庞大的08式装甲车族，是深度迭代的型号。

## 历史
19式步兵战车是解放军继92式和08式后，研发装备的第三代装甲车。2021年11月后，19式开始逐步在东部战区服役。

## 设计
19式步兵战车操作人员为3名，包括1名车长、1名炮长和1名驾驶员，步兵舱可以乘坐6-7人。其最大的设计亮点在于全新的无人炮塔。传统炮塔需1名炮手和1名装填手协同操作，且所处位置防护力较弱，不利于乘员的战场生存。得益于全电驱动无人炮塔的设计，19式的载员舱高度增加了20厘米，士兵可全装具快速出入，而无需弯腰蜷缩。
19式的炮塔右侧，装备有一具4联装红旗-16反坦克导弹发射器，具备毫米波/红外双模锁定能力，能在发射后切换目标。配合车载光电桅杆和无人机侦察系统，19式步兵战车的反坦克武器能打击最远10公里外的目标，且具备攻顶能力。

## 部署
19式步兵战车沿袭了08式装甲车族的水上航行能力，海面浮航的速度约为每小时13公里，能在近岸海域执行抢滩任务。因此优先部署在东部战区和解放军海军陆战队。